# Zábřeh
Zábřeh (niem. Hohenstadt) − miasto w Czechach, w kraju ołomunieckim.
Według danych z 31 grudnia 2003 powierzchnia miasta wynosiła 3 458 ha, a liczba jego mieszkańców 14 360 osób.

## Demografia
| Rok             | 1970   | 1980   | 1991   | 2001   | 2003   |
| --------------- | ------ | ------ | ------ | ------ | ------ |
| Liczba ludności | 11 420 | 14 253 | 15 005 | 14 561 | 14 360 |

Źródło: Czeski Urząd Statystyczny